# Quincha

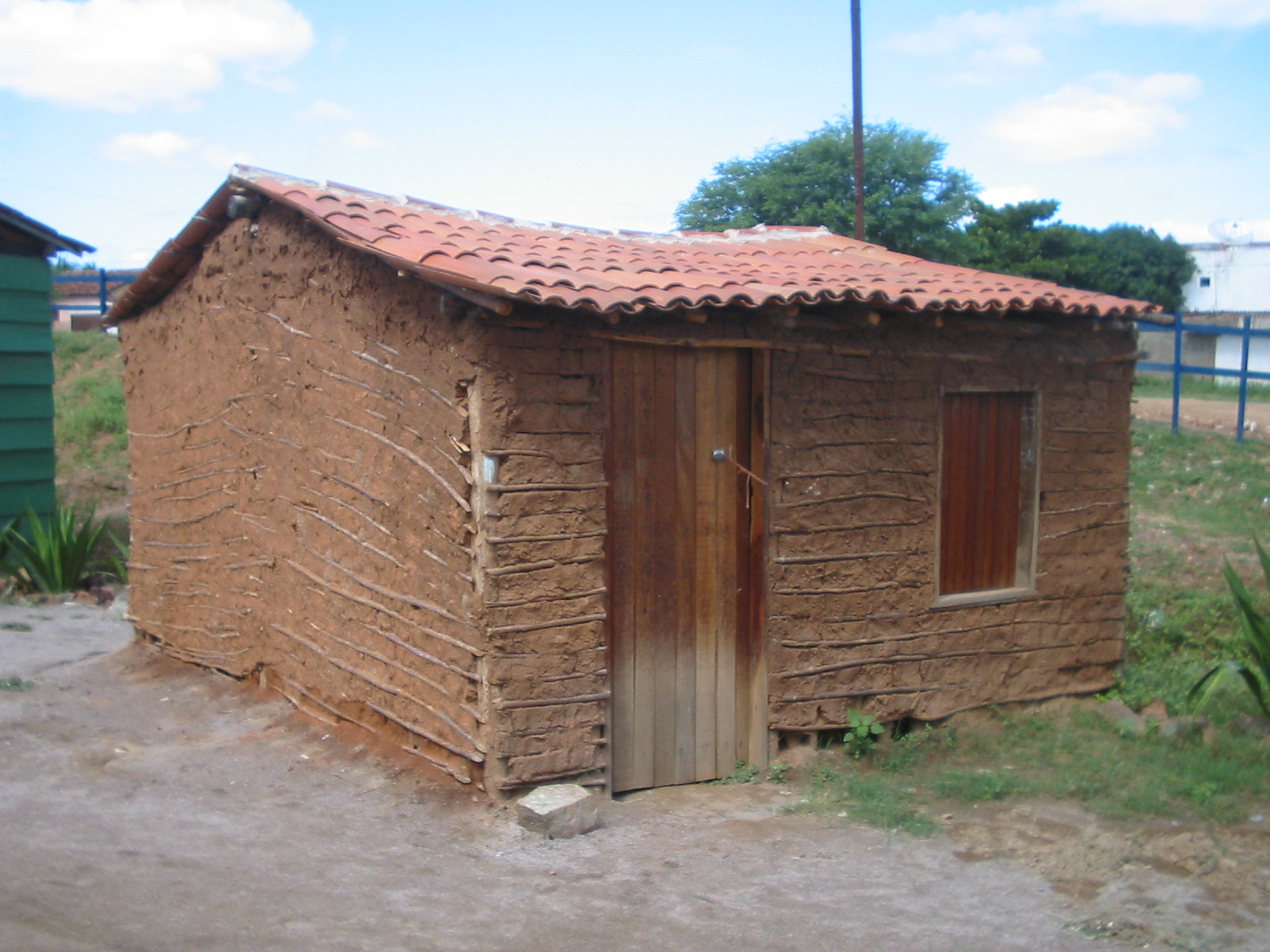
Einfaches Haus mit Wänden aus Quincha

Die Quincha (span., aus dem Quechua qincha, „Wand, Mauer, Hecke, Zaun, Pferch“) ist eine in traditioneller Bauweise erstellte Wand in Südamerika, bei der einfache Holzrahmen mit Flechtwerk aus Schilfrohr, Bambus oder anderen pflanzlichen Materialien hergestellt und mit Lehm kaschierten werden. Die Bauweise zeichnet sich durch ihr geringes Gewicht sowie ihre filigrane und einfache Ausführung aus.
Anders als die ungebrannten Lehmziegel (Adobe) sind die Wände aus Quincha nichttragend und können daher nur für die obersten Stockwerke eines Gebäudes verwendet werden. Das System erfuhr in der spanischen Kolonialzeit unter dem Vizekönigreich Peru weite Verbreitung. Wegen seines geringen Gewichtes und seiner hohen Elastizität wird es in erdbebengefährdeten Gebieten als Konstruktionselement geschätzt. Die Leichtigkeit, mit welcher dieses System zu verbauen ist, führte zu Baumängeln, welcher das System als anfällig für Parasiten in Verruf brachte. Im portugiesischen Sprachraum ist die Bezeichnung für dieses System Pau-a-pique (Matsch auf Stab).